# كأس هولندا 1995–96
كأس هولندا 1995–96 (بالهولندية: KNVB beker 1995/96)‏ هو الموسم 78 من كأس هولندا. أشرف على تنظيمه الاتحاد الملكي الهولندي لكرة القدم، وكان عدد الأندية المشاركة فيه 60، وفاز فيه نادي آيندهوفن.